# Bengt Oreström
Bengt Oreström, född 1945, är en svensk författare av ordböcker i engelska och svenska.

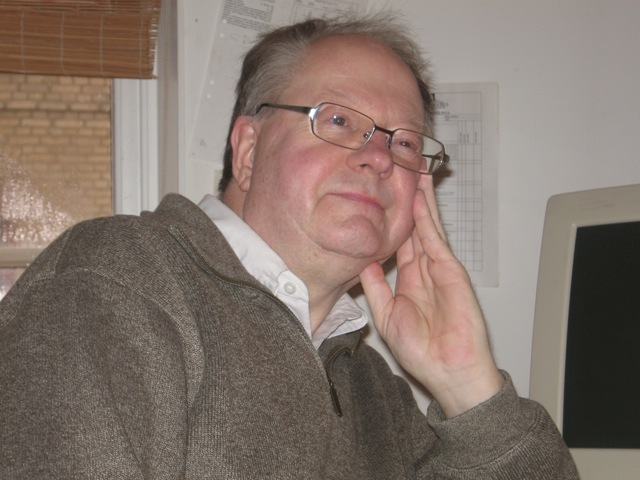
Bengt Oreström, författare av ordböcker.

## Biografi
Bengt Oreström är fil. dr i engelska vid Lunds universitet 1984. Därefter verkade han som lektor i engelska vid Umeå universitet. Hans huvudsakliga arbete sedan dess har varit som författare av ordböcker i engelska och svenska. Dessa används bland annat vid grundskolor och gymnasier i Sverige.
Under tidigt 1990-tal startade han Bokförlaget Gustava AB i Lund. Förlaget har samarbetat om ordböcker med både Microsoft och Nationalencyklopedin. 
De senaste åren har Oreström även ägnat sig åt svenska ortnamn i Sverige och deras betydelser. 2015 har nio kommuners ortnamn beskrivits.
Bengt Oreström har också medverkat i flera radioprogram, som Sommar i P1 (21 juli 1983), ”Opp Amaryllis” i P2.